# Hada carminea
Hada carminea là một loài bướm đêm trong họ Noctuidae.